# Helius subreticulatus
Helius subreticulatus är en tvåvingeart som beskrevs av Alexander 1962. Helius subreticulatus ingår i släktet Helius och familjen småharkrankar. Inga underarter finns listade i Catalogue of Life.